# Günther Stiege
Günther Stiege (* 1935; † 14. Januar 2020) war ein deutscher Mathematiker, Informatiker und Hochschullehrer. 1974 wurde er als einer der ersten Professoren für Informatik an die Technische Universität Braunschweig berufen. Er forschte auf den Gebieten Betriebssysteme, Graphentheorie und Netzwerke.

## Leben und Werk
Stiege studierte Mathematik an der  Universität Hannover, wo er 1966 bei Wilhelm Quade in Mathematik mit der Dissertation: „Minimale Grundmengen und Reihenentwicklungen in topologischen linearen Räumen“ promovierte und sich 1971 habilitierte. Nach seiner Promotion war er zunächst bei AEG beschäftigt, wo er an der Entwicklung des Betriebssystems BS2 für die Großrechenanlage TR 440 beteiligt war. 1974 wurde er als einer der ersten Professoren für Informatik an die Technische Universität Braunschweig für den Lehrstuhl Informationssysteme berufen, wo unter seiner Leitung das Institut für Betriebssysteme und Rechnerverbund entstand. 1989 folgte er einem Ruf an die Universität Hildesheim, wo er als Mitglied einer Arbeitsgruppe die Einführung des Diplomstudiengangs Informatik im Jahr 1984 vorbereitet hatte. Dort leitete er das Institut für Betriebssysteme und Rechnerverbund und war von 1992 bis 1995 Prorektor der Universität Hildesheim. 1998 ging er an die Universität Oldenburg, wo er die Abteilung für Betriebssysteme und Verteilte Systeme leitete. Am damaligen Fachbereich Informatik und als Mitglied des An-Instituts OFFIS lag sein Forschungsschwerpunkt auf der praktischen Informatik, wobei er eng mit Industrieunternehmen zusammenarbeitete. Über seine Emeritierung im Jahr 2001 hinaus blieb er eng mit der Universität verbunden, veröffentlichte weiterhin seine Forschungsergebnisse und führte als Lehrbeauftragter regelmäßig bis 2014 die Lehrveranstaltungen "Graphen und Graphalgorithmen" sowie "Netzwerke und Optimierung" an der Universität Hildesheim durch.

## Veröffentlichungen (Auswahl)
- 2013: "Messung, Modellierung und Bewertung von Rechensystemen und Netzen": 5. GI/ITG-Fachtagung Braunschweig, 26.–28. September 1989, Proceedings, ISBN 978-3540517139
- 2006: Graphen und Graphalgorithmen (Berichte aus der Informatik), ISBN 978-3832251130
- 2013: Einführung in die Informatik (Berichte aus der Informatik), ISBN 978-3844016611